# Obwód Luboml Armii Krajowej
Obwód Luboml – jednostka terytorialna Związku Walki Zbrojnej, a następnie Armii Krajowej, której komendantem od jesieni 1942 mianowano porucznika Kazimierza Filipowicza. Operowała na terenie powiatu lubomlskiego i nosiła kryptonim „Kowadło”.
Obwód Luboml wchodził wraz z Obwodem Kowel-Miasto AK i Obwodem Kowel-Teren AK w skład Inspektoratu Rejonowego Kowel Okręgu Wołyń („Konopie”).

## Skład
- Odcinek Luboml
- Odcinek Czmykos
- Odcinek Ostrówki
- Odcinek Jagodzin